# Gödeke Michels
Gödeke Michels o Goedeke Michel, Godeke Mychel, Gottfried Michaelsen, Gottfried Michaelis (... – Amburgo, 1401) è stato un pirata tedesco, capitano della compagnia dei Vitalienbrüder, attivo nel tardo XIV secolo nel Mare del Nord e nel Baltico.

## Biografia
Gödeke Michels nacque nella seconda metà del '300. L'anno esatto è incerto, comunemente si considera Michels coetaneo del suo più famoso collega Klaus Störtebecker, la cui data di nascita è stimata attorno al 1360. Quasi nulla si sa della vita di Gödeke Michels prima che entrasse a far parte dei Vitalienbrüder. Si ritiene che i suoi genitori fossero contadini di Ruschvitz (l'odierna Glowe), sull'isola di Rügen, ove Michels avrebbe in gioventù lavorato come bracciante in un podere. Un'altra versione vuole che Gödeke Michels e Klaus Störtebecker possedessero un castello in Meclemburgo presso Bad Sülze oppure a Neugraben-Fischbek, ove esiste tutt'oggi una via del castello di Falkenburg intitolata a Michels. Che questo castello avesse una qualche relazione con il pirata è una tesi che gli storici ritengono errata.
Il nome di Gödeke Michels appare per la prima volta in documenti ufficiali nel 1394, in cui lo si presenta come capitano dei Vitalienbrüder. I Vitalienbrüder, noti anche come Likedeeler, erano una compagnia di navigatori, che nelle guerre nel Baltico del XIV secolo erano dediti al contrabbando di viveri per città assediate e al saccheggio di navi e insediamenti, con l'autorizzazione dei regnanti di certi paesi. Cacciati dalla loro base principale su Gotland nel 1398, i Vitalienbrüder si trasferirono nel Mare del Nord, ove continuarono a predare navi e insediamenti costieri. Nel 1401 la città anseatica di Amburgo organizzò una spedizione contro la base di Helgoland, ove fu catturato il capitano Klaus Störtebecker, collega di Michels. Gödeke Michels e Magister Wigbold, un altro dei Vitalienbrüder, cercarono di fuggire in Norvegia. Ancora nel 1401 furono però intercettati sul fiume Weser e, condotti ad Amburgo, furono decapitati assieme a circa ottanta uomini a Grasbrook.
| Controllo di autorità | VIAF (EN) 18444516 · CERL cnp01143394 · GND (DE) 135608953 |